# Kosjerić
Kosjerić (cyr. Косјерић) – miasteczko w Serbii, w okręgu zlatiborskim, siedziba gminy Kosjerić. W 2011 roku liczyło 3992 mieszkańców.